# Y.A
Y.A（ワイエー）は、日本のライトノベル作家。小説投稿サイト「小説家になろう」に投稿した作品が書籍化され、作家デビューした。

## 略歴
2010年頃、趣味の一環として当時二次創作が認められていた小説家になろうのにじファンに二次創作作品などを投稿する。
「ゼロ魔転生物一人称練習作品」や「適当な使い魔」のようなゼロの使い魔を題材とした二次創作など多くの作品を投稿していたが、2012年7月のにじファン閉鎖により二次創作要素のない「HDの肥やしになっていた端折り戦国物」を除き削除された。
その後一時は活動が途絶えていたが、2013年6月1日、小説家になろうに「八男って、それはないでしょう！」と「ダンジョン発掘物語」の投稿を開始。
「ダンジョン発掘物語」は最終的に投稿が途絶えた一方で、2014年2月20日に小説家になろうの活動報告で「八男って、それはないでしょう！」の書籍化が発表された。
4月にはMFブックスから「八男って、それはないでしょう！」の1巻が発売され、小説家になろうの累計ランキング3位となるなど人気が高まる中で、2015年4月には楠本弘樹によるコミカライズ版の連載も開始された。
また、2015年4月9日には、小説家になろうで「銭（インチキ）の力で、戦国の世を駆け抜ける。」の連載も開始された。同作は2016年1月に小説家になろう版の本編が完結した後、2016年4月に書籍化された。
2017年3月25日には小説家になろうで連載していた「八男って、それはないでしょう！」が完結した。同日、外伝として「八男って、それはないでしょう！ みそっかす」の連載が始まった。2019年1月から4月の完結までは、「八男って、それはないでしょう！　番外編『ヴェンデリンと信吾、邂逅す』」も連載されていた。
2017年5月27日に小説家になろうで「勇者の活躍はこれからだ！」の連載が開始。2018年5月25日にオーバーラップノベルスから「勇者の活躍はこれからだ！ 異世界からの出戻り勇者は平穏に暮らしたい」として書籍化された一方で、2018年8月1日に小説家になろうからは削除された。
2018年11月には、「農林水産省佐城支部北見村出張所所属、豊穣戦隊ファーマーマン〜揃えろ戦隊ヒーロー 村の平和は俺が守る！〜」、2019年1月には、「異世界帰りのパラディンは、最強の除霊師となる」、2019年6月には、「ブサ勇者の帰還〜開き直った俺は、好き勝手に生きることを決めた」（アダルト）、2019年8月には、「砂漠だらけの世界で、おっさんが電子マネーで無双する」、2020年1月には、「クロスゲームシンフォニー（多重奏）〜従姉は悪役令嬢、俺は好感度判定キャラ〜RPG風味」をそれぞれ小説家になろうで連載。そのうち、「異世界帰りのパラディンは、最強の除霊師となる」は2020年5月に書籍化される予定となっている。
また、2018年12月に「八男って、それはないでしょう！」のアニメ化が発表され、2020年4月から6月まで放送された。
2020年5月には、LINE文庫エッジから「出戻り勇者の気まぐれメニュー」が書き下ろしで出版された。
2021年1月、美少女文庫から「ブサ勇者の帰還〜開き直った俺は、女王も女騎士も義姉も犯すことに決めた〜」が刊行された。

## 人物
社会人経験があり、小説家になろうに投稿された「就職氷河期のララバイ」はその時の体験を基にした作品であるという。
趣味はハゼ釣りである。
初めて読んだライトノベルは「ロードス島戦記」である。また、「八男って、それはないでしょう！」は「銀河英雄伝説」の影響があると語っている。
2019年5月にはカクヨムにも登録している。
『勇者の活躍はこれからだ! 異世界からの出戻り勇者は平穏に暮らしたい』『異世界帰りのパラディンは、最強の除霊師となる』『異世界帰りの勇者は、ダンジョンが出現した現実世界で、インフルエンサーになって金を稼ぎます!』といったファンタジーな世界から現実世界へ帰還した題材では「現代社会でとことん身勝手な考えで行動し自滅する悪役」という設定で周りを下げる表現が多い。

## 作品リスト

### 単行本
- 八男って、それはないでしょう!（2014年4月 - MFブックス 既刊34巻）
- 銭の力で、戦国の世を駆け抜ける。（2016年4月 - 2018年11月 MFブックス 全7巻）
- 勇者の活躍はこれからだ! 異世界からの出戻り勇者は平穏に暮らしたい（2018年5月 - オーバーラップノベルス 既刊3巻）
- 出戻り勇者の気まぐれメニュー（2020年5月 LINE文庫エッジ）
- 砂漠だらけの世界で、おっさんが電子マネーで無双する（2020年8月 - MFブックス 既刊2巻）
- 異世界帰りのパラディンは、最強の除霊師となる（2020年11月 - MFブックス 既刊3巻）
- ブサ勇者の帰還 開き直った俺は、女王も女騎士も義姉も犯すことに決めた（2021年1月 美少女文庫）
- 野生のJK柏野由紀子は、異世界で酒場を開く（2021年2月 - 電撃の新文芸 既刊2巻）
- 悪徳貴族の三男なのにエルフハーレムの王って、それはないでしょう!（2021年8月 美少女文庫）
- 宝クジで当たった十億円を困っていたオジサンにあげたら金髪清楚なお嬢様が婚約者になりました。（2022年1月 美少女文庫）
- 異世界帰りの勇者は、ダンジョンが出現した現実世界で、インフルエンサーになって金を稼ぎます!（2022年7月 - 電撃の新文芸 既刊3巻）
- 婚約者に裏切られた錬金術師は、独立して『ざまぁ』します（2022年11月 - BKブックス 既刊2巻）
- 八男って、それはないでしょう! みそっかす（2023年5月 MFブックス）
- ソードアート・オンライン オルタナティブ グルメ・シーカーズ（2023年11月 - 電撃の新文芸 既刊2巻） - 原作・監修：川原礫

### アンソロジー
「」内がY.Aの作品。
- ソードアート・オンライン IF 公式小説アンソロジー（2023年11月 電撃文庫）「もしアスナがレストランを開いた場合の、キリトの立ち位置的なお話」 - 原作・監修：川原礫

### Web連載
- 暗殺者一族の末弟、異世界の英雄となる（『Xfolio』2023年9月28日 - 連載中）